# Воманді (містечко, Вісконсин)
Воманді (англ. Waumandee) — переписна місцевість (CDP) в США, в окрузі Баффало штату Вісконсин. Населення — 62 особи (2020).

## Географія
Воманді розташоване за координатами 44°18′8″ пн. ш. 91°42′19″ зх. д. / 44.30222° пн. ш. 91.70528° зх. д. (44.302329, -91.705204).  За даними Бюро перепису населення США в 2010 році переписна місцевість мала площу 0,45 км², уся площа — суходіл.

## Демографія
Згідно з переписом 2010 року, у переписній місцевості мешкало 68 осіб у 35 домогосподарствах у складі 19 родин. Густота населення становила 151 особа/км².  Було 39 помешкань (87/км²).
Расовий склад населення:
| - 100,0 % — білих |

До двох чи більше рас належало 0,0 %. Частка іспаномовних становила 0,0 % від усіх жителів.
За віковим діапазоном населення розподілялося таким чином: 10,3 % — особи молодші 18 років, 57,3 % — особи у віці 18—64 років, 32,4 % — особи у віці 65 років та старші. Медіана віку мешканця становила 47,5 року. На 100 осіб жіночої статі у переписній місцевості припадало 119,4 чоловіків;  на 100 жінок у віці від 18 років та старших — 117,9 чоловіків також старших 18 років.
Середній дохід на одне домашнє господарство  становив 43 941 долар США (медіана — 41 250), а середній дохід на одну сім'ю — 65 000 доларів (медіана — 70 625). Медіана доходів становила 28 750 доларів для чоловіків та 26 250 доларів для жінок. За межею бідності перебувало 5,5 % осіб, у тому числі 0,0 % дітей у віці до 18 років та 10,0 % осіб у віці 65 років та старших.
Цивільне працевлаштоване населення становило 32 особи. Основні галузі зайнятості: виробництво — 21,9 %, роздрібна торгівля — 18,8 %, оптова торгівля — 12,5 %, фінанси, страхування та нерухомість — 12,5 %.